# Beat Tinner

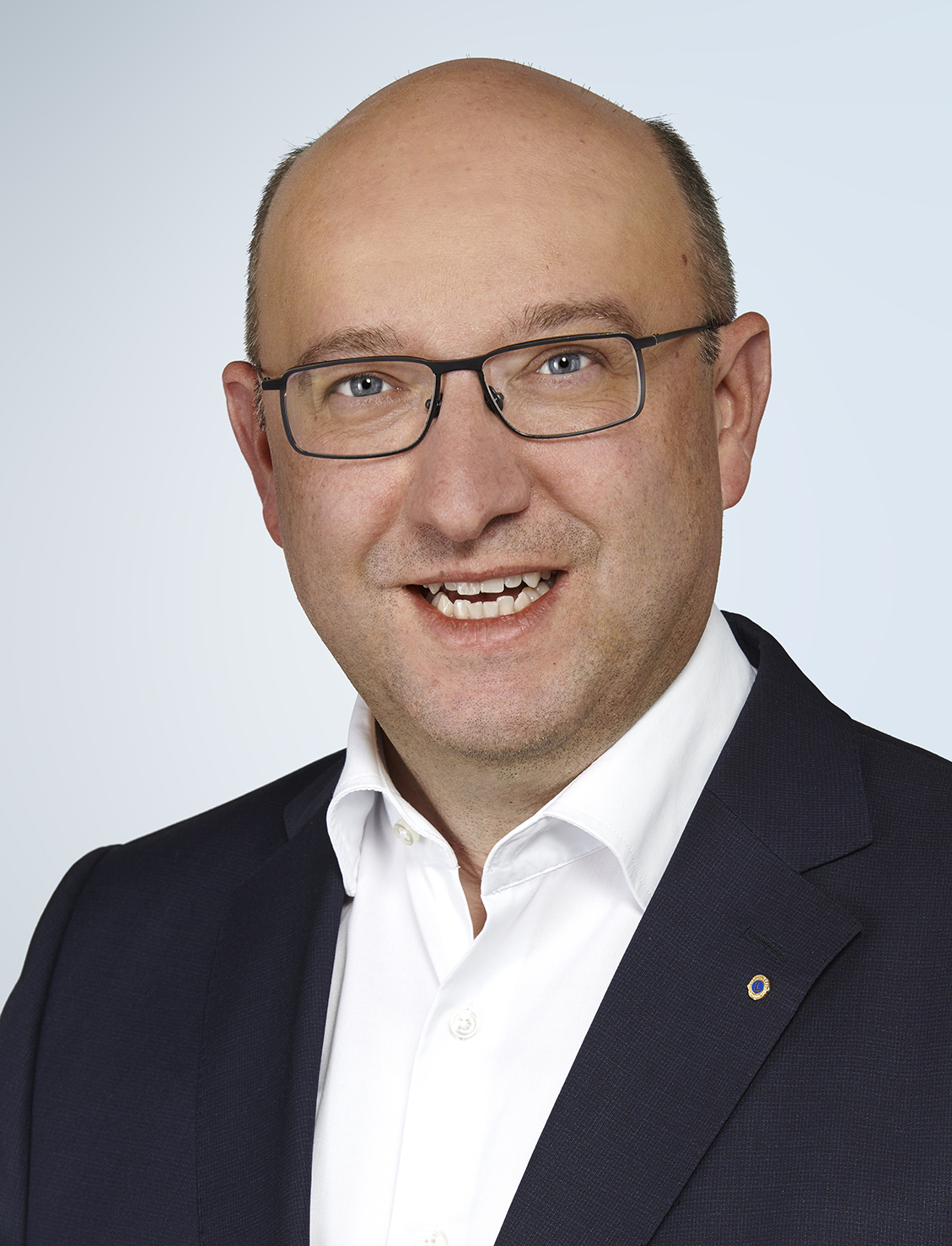
Beat Tinner (2019)

Beat Jakob Tinner (* 25. Juni 1971; heimatberechtigt in Wartau und Sennwald-Frümsen) ist ein Schweizer Politiker (FDP). Er war ab 1997 Gemeindepräsident von Wartau und vertrat ab 2000 den Wahlkreis Werdenberg im Kantonsrat des Kantons St. Gallen, unter anderem als Fraktionspräsident. Im April 2020 wurde er in die St. Galler Regierung gewählt. Dort steht er dem Volkswirtschaftsdepartement vor.

## Leben und Engagement
Beat Tinner, Sohn eines Bauern und einer Bäuerin, absolvierte von 1988 bis 1991 eine kaufmännische Ausbildung beim Schweizerischen Bankverein, gefolgt von einem zweijährigen Sprachaufenthalt in Villars-sur-Ollon beim selben Arbeitgeber. Von 1994 bis 1997 besuchte er die Höhere Wirtschafts- und Verwaltungsschule St. Gallen, die er jedoch ohne Abschluss verliess. Nach seinem Einstieg in die Politik bei den Jungfreisinnigen wurde er 1997 im Alter von 26 Jahren zum (hauptberuflichen) Präsidenten der Gemeinde Wartau gewählt. Er beschäftigt sich hauptsächlich mit Wirtschafts-, Verkehrs-, Natur-, Umweltschutz- und Energiepolitik sowie Raumplanung und E-Government.
Tinner war von 2004 bis 2016 Präsident des Verbands der St. Galler Gemeindepräsidentinnen und -präsidenten (VSGP). Er ist bei der Säntis Energie AG und der abraxas Informatik AG als Verwaltungsratsmitglied tätig. Zu seinen weiteren Ämtern gehört der Vorsitz in der Interessengemeinschaft Öffentlicher Verkehr Ostschweiz. Tinner ist Mitglied des Steuerungsausschusses von E-Government Schweiz.
Tinner kandidierte 2019 erfolglos für den Nationalrat. Er wurde von der FDP Kanton St. Gallen für die Regierungsratswahl am 8. März 2020 nominiert. Er setzte sich in einem Nominationsverfahren mit 124 zu 77 Stimmen gegen Christine Bolt durch. Am 8. März erreichte Tinner im ersten Wahlgang der Regierungsratswahlen mit 47'430 Wählerstimmen den siebten Platz, verfehlte damit aber einen Sitz im Regierungsrat. Im zweiten Wahlgang vom 19. April 2020 traten nebst Tinner auch Laura Bucher (SP) und Michael Götte (SVP) an.  Tinner erreichte mit 56'028 Wählerstimmen das beste Resultat der drei Kandidierenden und wurde in die St. Galler Regierung gewählt. Die FDP hält somit weiterhin zwei Sitze in der Regierung. Im März 2024 wurde sein Amt im ersten Wahlgang für weitere vier Jahre bestätigt.
Tinner ist verheiratet. Sein Grossvater Christian Eggenberger (1894–1967) war politisch aktiv.